# Блок 33
Блок 33 је један од новобеоградских блокова на Новом Београду део месне заједнице Фонтана. Блок је грађен од 1966. године до 1979. године, а градио га је ГП РАД.

## Опште информације
Блок је оивичен улицама Булевар Арсенија Чарнојевића, Народних хероја, Булевар Зорана Ђинђића и улицом Омладинских бригада. Налази се у северном делу Новог Београда и оивичен је Блоком 1, Блоком 3, Блоком 31, Блоком 32, Блоком 34, Блоком 37, Блоком 38 и Блоком 39. У непосредној близини Блока 33 налази се ауто-пут Београд-Загреб.
У блоку постоје фудбалски и кошаркашки терен, као и вртић Полетарац.

## Генекс кула
Западна капија Београда или „Генекс“ кула је 35-спратни солитер на Новом Београду у улици Народних хероја, непосредно уз ауто-пут.
Солитер је пројектовао архитекта Михајло Митровић, изградња је почела 1970. године, а завршена је 1980. године у бруталистичком стилу. Чине га две бетонске куле повезане мостовном структуром на 26. спрату и ротирајући ресторан на кружном врху. Висина му је 115 метара и тренутно је 2. по висини облакодер у Београду. Генекс кула је један од симбола Новог Београда.
Име Западна капија Београда дато му је због положаја с којим даје добродошлицу путницима који долазе са београдског аеродрома.

## Саобраћај
До блока се градским превозом може стићи аутобусима
- линија 18 (Медаковић - Земун).[3]
- линија 88 (Земун - Железник).[4]
- линија 68 (Блок 70 - Зелени венац).[5]
- линија 601 (Сурчин - Железничка станица Београд–главна).[6]
- линија 74 (Бежанијска Коса - Миријево).[5]
- линија 73 (Блок 45 - Батајница).[7]
- линија 610 (Земун - Јаково).[8]
- линија 611 (Земун - Добановци).[9]
- линија 612 (Павиљони - Земун).[10]
- линија 76 (Блок 70а - Бежанијска коса).[11]
- линија 65 (Звездара - Бежанијска коса).[12]
- линија 85 (Баново брдо - Борча).[13]
- линија 708 (Блок 70а - Земун поље).[13]

## Занимљивости
Поред најпознатије грађевине у Блоку 33, Генекс куле, у блоку се налази још 11 стамбених зграда.
Становницима Блока 19а и Новог Београда, добро су познате четири четвороспратнице на самом ћошку Блока 33 уз Блок 38 које су добиле назив Генералице, јер су у њима живела војна лица.
У самом срцу блока налази се фудбалски терен на коме се одржавају утакмице Фудбалског клуба Нови Београд. Овај терен носи назив "Рупача".
Тренутно се такмиче у међуопштинској лиги, група А, која је под окриљем Фудбалског савеза Београда.